# マイメンシン管区
マイメンシン管区（マイメンシンかんく、ベンガル語: ময়মনসিংহ বিভাগ）は、バングラデシュ中北部の管区。中心都市はマイメンシン。2016年の人口は1236万8000人で、全国の7.4%を占め、8管区中6位。面積は1万569km²で、全国の7.2%を占め、8管区中最小。人口密度は1170.2人/km²。2015年にダッカ管区北部が分離し、設置された。

## 人口
- 1991年3月13日：0870万1186人
- 2001年1月22日：0986万4665人
- 2011年3月15日：1099万0913人
- 2016年3月15日：1236万8000人

## 行政区分
| 名前           | 県都         | 面積(km²) | 人口 1991年統計 | 人口 2001年統計 | 人口 2011年統計 | 人口 2016年統計 |
| -------------- | ------------ | --------- | --------------- | --------------- | --------------- | --------------- |
| ジャマルプル県 | ジャマルプル | 2,115.16  | 1,874,440       | 2,107,209       | 2,292,674       | 2,541,000       |
| マイメンシン県 | マイメンシン | 4,394.57  | 3,957,182       | 4,489,726       | 5,110,272       | 5,807,000       |
| ネトラコナ県   | ネトラコナ   | 2,794.28  | 1,730,935       | 1,988,188       | 2,229,642       | 2,516,000       |
| シェルプル県   | シェルプル   | 1,364.67  | 1,138,629       | 1,279,542       | 1,358,325       | 1,504,000       |
| 全体           | マイメンシン | 10,584.06 | 8,701,186       | 9,864,665       | 11,370,000      | 12,368,000      |

## 主要都市
人口は2011年3月15日の値。人口10万人以上の都市を示す。
- マイメンシン：38万9918人(中心都市)
- ジャマルプル：15万0172人

## 歴史
1787年、イギリスが大マイメンシン管区（マイメンシン管区と隣接する6つの県）を設置した。後にマイメンシン県、ネトラコナ県、ジャマルプル県、シェルプル県に分割された。
2015年1月12日、シェイフ・ハシナ首相は新しい管区の設置を発表した。大マイメンシン管区の6県をダッカ管区から分離しようと考えたが、タンガイル県とキショレガンジュ県はダッカ管区に残る事を選んだ。9月14日、マイメンシン管区は4つの県から成ると正式発表された。